# 100 Pułk Grenadierów (Cesarstwo Niemieckie)
100 Przyboczny Pułk Grenadierów ( 1 Saksoński ) – pułk piechoty niemieckiej okresu Cesarstwa Niemieckiego.

## Historia
Pułk został sformowany 30 kwietnia 1670. Stacjonował w Dreźnie . Wchodził w skład XII Korpusu Armijnego .
W wyniku mobilizacji, w sierpniu 1914 pułk osiągnął gotowość bojową i w składzie 45 Brygady Piechoty 23 Dywizji został wysłany na front zachodni.

## Bibliografia

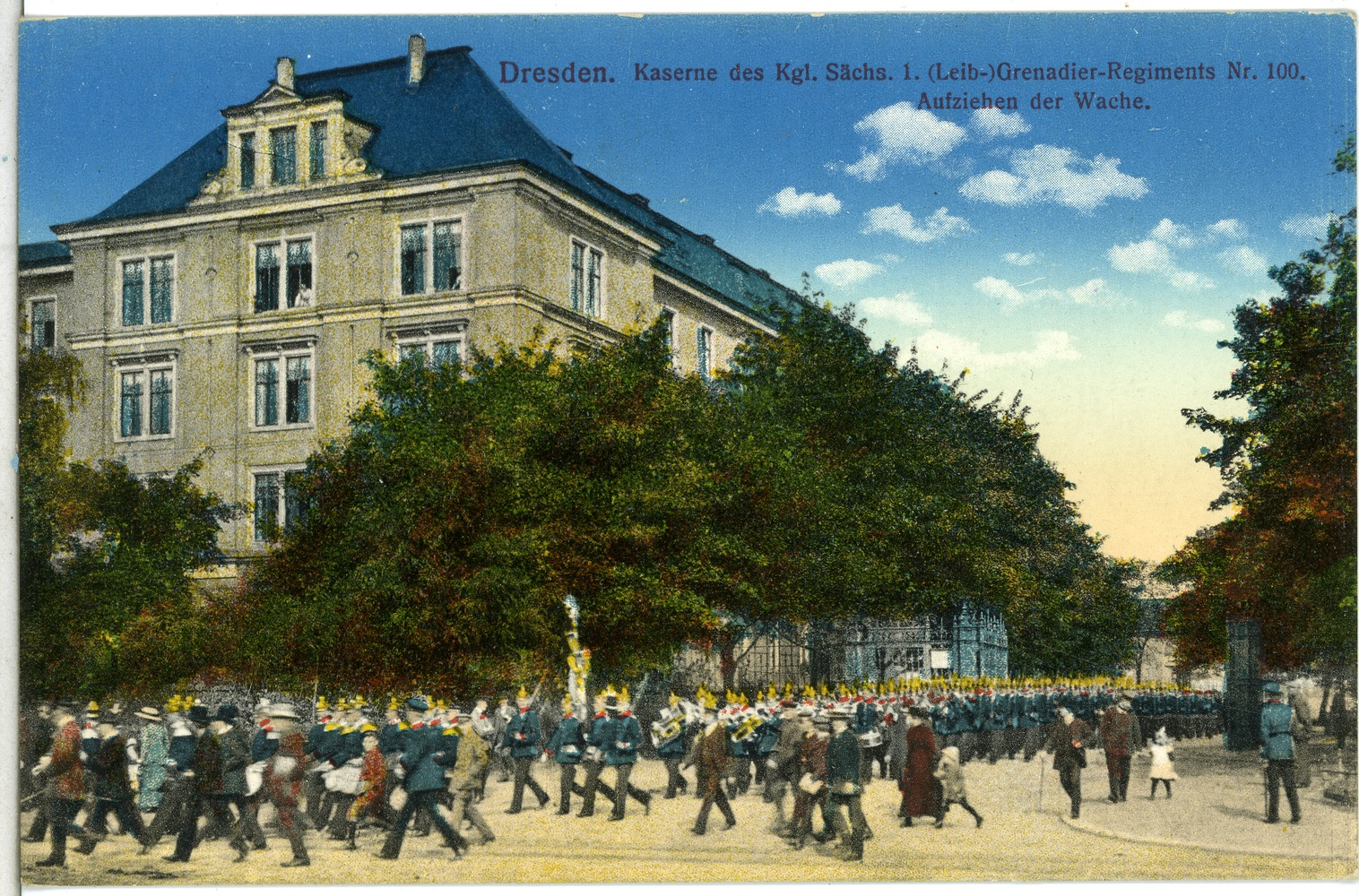
Koszary pułku